# Eurema hecabe
Eurema hecabe (Engels: Common Grass Yellow) is een dagvlinder uit de familie van de  witjes (Pieridae). De spanwijdte bedraagt tussen de 35 en 40 mm. De vlinder komt voor in het Afrotropisch, Australaziatisch en Oriëntaals gebied.
De vlinder is door de Vlinderstichting voorlopig gewoon grasgeeltje genoemd na de eerste waarneming in Nederland in  Montfoort in 2013. Deze waarneming betreft waarschijnlijk een exemplaar dat niet op eigen kracht naar Nederland is gekomen.
De rupsen gebruiken planten uit een groot aantal geslachten als waardplant. Voorbeelden zijn
Cassia, Acacia, Caesalpinia, Albizia en Hypericum.
De bovenzijde van de vleugels is geel met een zwarte rand. De voorvleugels eindigen in een zwart tipje. Het is een snelle vlieger die laag bij de grond blijft. Op veel plaatsen in het verspreidingsgebied vliegt de vlinder het gehele jaar.

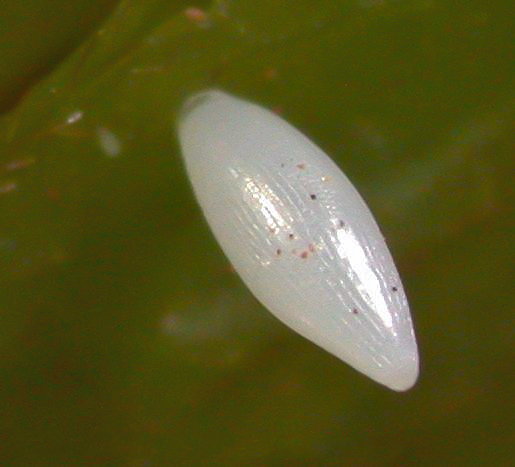
ei
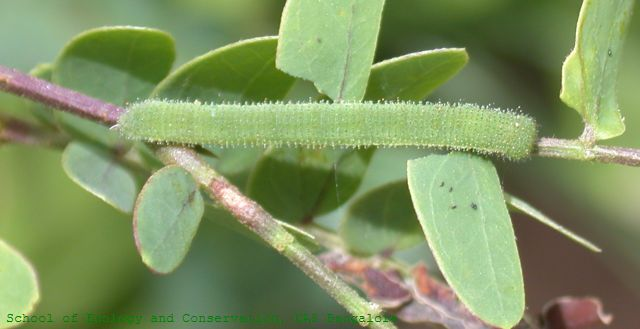
rups
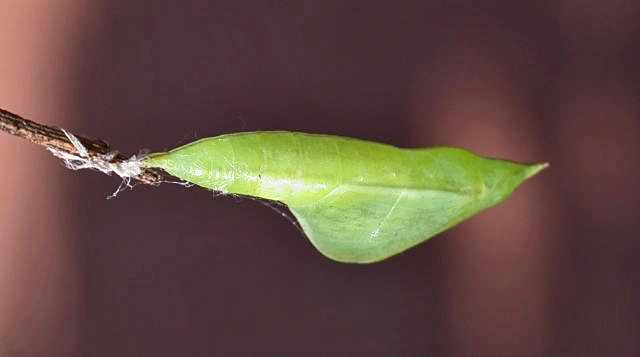
pop
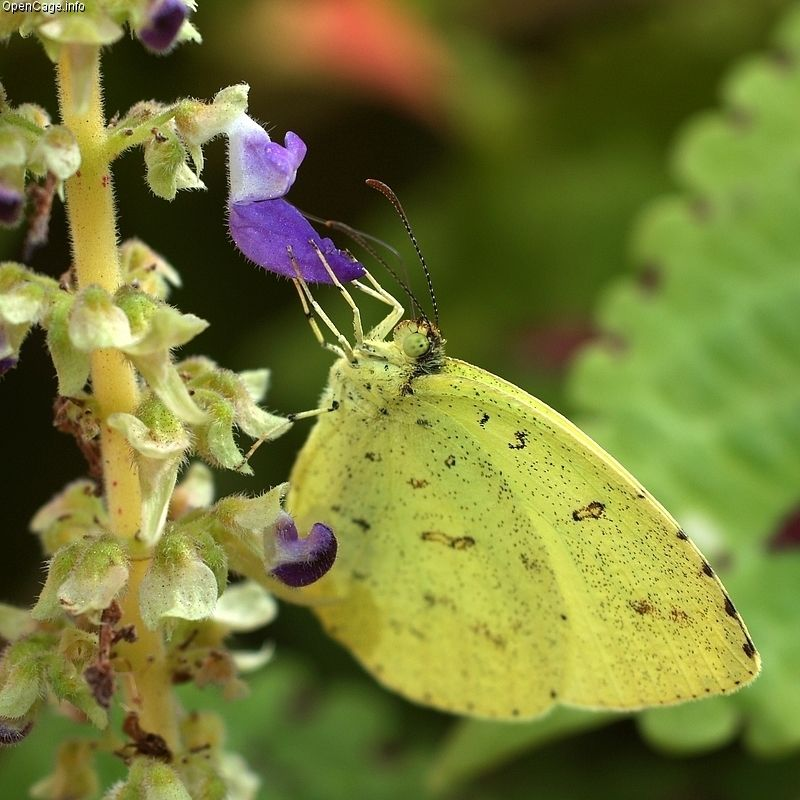
imago